# Zastava duginih boja (LGBT)
Zastava duginih boja ili dugina zastava, katkad i zastava LGBT-ovskog ponosa i zastava gejskog ponosa simbol je zajednice LGBT-a koji se koristi od 1970-ih. Danas je najraširenija varijanta od šest boja koje simboliziraju različitost zajednice.

## Povijest
Zastavu je 1978. godine dizajnirao Gilbert Baker za potrebe lokalne zajednice LGBT-a u San Franciscu. Zastava se sastojala od osam pruga, a Baker je svakoj boji pridao posebno značenje:
| ružičasta: seksualnost       |
| crvena: život                |
| narančasta: zdravlje         |
| žuta: Sunčeva svjetlost      |
| zelena: priroda              |
| tirkizna: čarolija/umjetnost |
| indigo/plava: vedrina/sklad  |
| ljubičasta: duh              |

Nakon ubojstva gejskog člana gradskog vijeća Harveyja Milka iste godine sanfranciskanska zajednica LGBT-a počinje koristiti ovu zastavu kao simbol solidarnosti. Zbog nedostatka tkanine ružičaste boje počinje se koristiti zastava sa sedam boja, a nešto kasnije se izbacuje i tirkizna boja.
Globalno prepoznat simbol LGBT-ovskog pokreta zastava postaje 1985. kada je prihvaća InterPride (Međunarodno udruženje koordinatora LGBT-ovskih povorki ponosa) te se danas može vidjeti širom svijeta.

## Varijacije
Tijekom vremena razvilo se mnoštvo varijacija originalne zastave, npr. zastava s dodatnom crnom vrpcom (pobjeda nad AIDS-om), zastava s okomitom bijelom vrpcom koja se prvi put pojavila u Stockholmu i koja predstavlja uključenost svih grupa. Također se često pojavljuju i drugi simboli LGBT-ovskog pokreta (lambda, ružičasti trokut, labris i sl.)

## Galerija
- originalna LGBT-ovska zastava duginih boja, 1978.
- zastava duginih boja kakvu danas najčešće koristi zajednica LGBT-a
- zastava ponosa biseksualnih osoba
- zastava ponosa supkulture lipstick lezbijki
- zastava ponosa supkulture bear gejeva
- zastava ponosa transrodnih osoba
- varijacija zastave duginih boja SAD-a